# Спаське (Конотопський район)
Спаське (у XVI—XVII ст. — Спаське поле, з XVII ст. по 1922 рік — Спаське, у 1922—2016 роках — Ленінське) — село в Україні, у Кролевецькій міській громаді Конотопського району Сумської області. Населення 785 осіб. До 2020 року орган місцевого самоврядування — Спаська сільська рада, якій також були підпорядковані села Лапшине та Любитове.

## Географія
Село Спаське, розташоване на острогах Середньоросійської височини, яка переходить у Дніпровську низовину, по якій протікає річка Сейм.
З півночі села за 12 км знаходиться адміністративний центр територіальної громади м. Кролевець, на заході на відстані 6 км — Алтинівка, де розташована залізнична станція «Алтинівка» Південно-західної залізниці. За межами села проходить міжнародна траса М02 E101. Через село проходить міжміська автомобільна дорога сполученням Конотоп- Кролевець. На території села знаходиться ціла мережа ставків (Ниподів, Новий, Бакаї).
| Місцевості поблизу села |
| У процесі розселення та трудової діяльності жителі села дали багато назв територіям, на яких були поля, пасовища, лісові масиві, де з’явилися перші поселення. Ці території дістали назву урочища — місцевість, яка відрізняється своїми особливостями (рослини, тварини, ґрунти тощо). Серед них — урочище Спаса, місцевість розташована на пагорбі серед болота, біля якої протікала річка Брід і впадала в меншу річку Коноплянку. На цьому пагорбі була побудована перша православна церква Спас Луговий, яка й дала назву урочищу і селу Спаське. Селище — місцевість перших поселень на пагорбі на лузі, недалеко біля річки Сейм. Ці поселенці започаткували село Любитове, а деякі мешканці переселились на територію Спаського. Кленовий Грудок — місцевість, розташована неподалік Селища. Місцевість серед болота, яка була придатна для випасання худоби, заготівлі сіна, дістала назву «дубровка». Дорогою, яка проходить від гори Шкуматка, ближче до лугу, ліворуч були три дубровки — дві Гракові і одна Рябичова. Цими місцями володіли заможні спащани, за їх прізвищами і були названі ці урочища. Праворуч, до річки Брід, були дубровки Хлівна і Виницька. Праворуч від гори Шкуматка місцевість дістала назву Поділ, а ліворуч — Климишине. У північно-західній частині села знаходиться урочище Бакаї. Урочище Костричка розташоване за лісом, ліворуч від дороги на Алтинівку, праворуч — урочище Запорізьке, за ним — Меревичка. За селом з північного сходу беруть початок два великі урочища — Ближнє і Дальнє. По них протікали дві річки в бік урочища Бакаї, ця місцевість була заболоченою. У результаті проведених меліоративних робіт утворилися додаткові площі землі для вирощування сільськогосподарських культур. Урочище Совине — біля ставка Нового. Місцевість, розташована ліворуч після виїзду з Куликівки, дістала назву Балдивщина. У кінці Спасової гори, праворуч, — урочище Будище. Це місцевість, де виготовляли поташ, інакше кажучи, вуглекислий калій, для якого використовували золу (попіл) різних порід дерев. Приміщення та місце виготовлення поташу називали будами. Вирубані дерева складалися в конусоподібні будки, котрі спалювалися з метою одержання попелу, який проходив ще декілька стадій обробки, щоб одержати поташ у твердому стані. Поташ використовувався у виробництві паперу, скла, кришталю, фаянсу, виробництві мила, обробці шкіри, виготовленні ліків, для відбілювання полотна у щоденному селянському побуті. Будний промисел в межах Ніжинського полку у XVII столітті не був поширений. Як писав О. Лазаревський, тут було мало хвойних лісів і недостатня кількість населення. Місцевість, розташована праворуч від межі земель Ленінського і Любитове, дістала назву Голубенкове. Крім названих урочищ, є ще й такі, як Баницьке, Таракані, Ковальське, Кислянське, Крипине, Букове, Ставище та інші. |

## Символіка

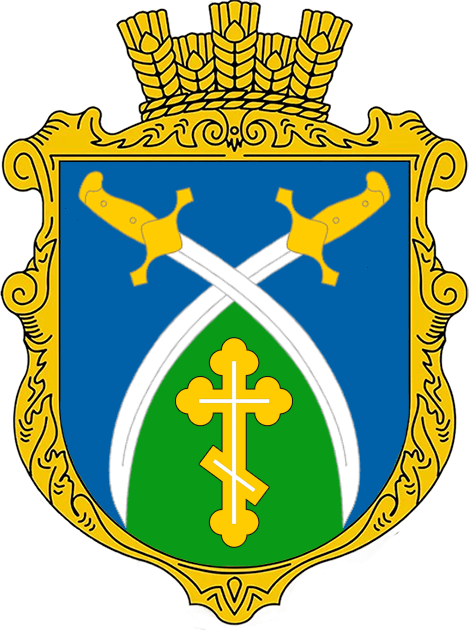
Проєкт герба Спаського

На гербі зображений православний хрест, який символізує першу на Кролевеччині церкву Спас Луговий, і вказує на назву села (герб є напівпромовистим). Дві перехрещенні шаблі символізують козацтво, а два перехрещені колоски - сільське господарство села.
Оскільки поточний герб порушує норми геральдики, був розроблений новий варіант, який надано громаді на розгляд. На гербі на синьому тлі зображена Лобанова гора, де знайдені стародавні поселення людей. Село знаходиться на острогах Середньоросійської височини, одним із яких і є ця гора, з якої дуже гарно милуватися річкою Сейм (синій колір). Золотий хрест на зеленому тлі символізує першу церкву Кролевеччини — Спас Луговий (зелений колір це луг) та першу назву села — Спаське Поле (Спас — хрест, поле — зелений колір). Козацькі шаблі ведуть нас до козацької історії села. Після повстання Богдана Хмельницького село було вільним козацьким поселенням.

## Назва
Село Спаське дістало назву від першої православної церкви Спас Луговий (Преображенська) яка була збудована на лузі переселенцями з Правобережної України, мала свого священика і була світською. Назва села має релігійне походження.

## Історія
Заселення людей на території села більш досліджене періоду бронзи і ранньої залізної доби. На південній околиці села на височині знаходиться городище — Лобанова гора. Виявлені уламки ліпного посуду (XVII-IV ст. до н. е.), уламки гончарного посуду епохи Київської держави (XII-XIII ст.). На заході села, давньоруське городище — Тарілка. Виявлені уламки гончарного посуду (XII-XIII ст.).
Виникло у XVI столітті як село Спаське Поле. Першими поселенцями були вихідці з Правобережної України, які тікали від панського гніту. Перше заселення села розпочалося з південно-східної території і дістало назву Хворостянка (тепер вулиця Т. Шевченка). Скоріше за все, назва пішла від російського слова «хворост». Так називали гілки верби, з яких плели приміщення для худоби, обгороджували своє місце проживання. Збудовані приміщення обмазували глиною, обставляли очеретом. З гілок верби заможні селяни будували так звані клуні для зберігання сіна, яке потім взимку звозили у своє господарство.
Після Деулінського перемир'я польський король передав село у володіння Новгород-Сіверському старості А. Пісочинському. У центрі села за старою кам’яною школою було побудоване його дворище з житловим будинком, в якому іноді проживав Пісочинський. Оскільки дворище було огороджено, а по краях був глибокий яр, то це місце дістало назву «замок».
Після Національно-визвольної війни під проводом Богдана Хмельницького стало вільним козацьким поселенням. Пізніше село стало володінням Батуринського Крупицького монастиря.
У XVIII столітті перейменовано в село Спаське. У 1779 році, Преображенська церква з присеймівського лугу була перенесена в село. Крім того в селі була дерев'яна Успенська церква. У 1882 році було закладено будівництво нової церкви. У 1936 році, церкви були зруйновані. Переселенці з села, у Приморському краї у 1886 році, заснували поселення Спаське, яке з 1926 року стало містом Спаськ-Дальній. У січні 1919 року в селі була встановлена радянська влада. 22 січня 1922 року, село перейменоване на Ленінське.
Під час колективізації, чимало селян зазнало репресій. На даний час, масовий голодомор 1932—1933 років, архівними документами не підтверджений.
Під час німецько-радянської війни, село Ленінське було окуповане 6 вересня 1941 року, звільнене 3 вересня 1943 року. В період окупації було розстріляно 15 активістів села та більше 30 осіб циганської національності, які осіло проживали в селі.
Після звільнення, в селі працювали сім військово-польових госпіталів. Померло від ран до двохсот військовослужбовців. Перепоховані в Братській могилі. На фронтах воювали близько 1170 односельчан, 706 з яких загинули.
Уродженець і випускник школи, Василь Трохимович Рубан, льотчик-розвідник Північного Флоту СРСР, став кавалером трьох орденів Червоного Прапора. В мирний час, випускник школи Віктор Іларіонович Дзюба, військовий лікар, поет, став членом Спілки письменників України. Механізатор, Микола Павлович Герасимець нагороджений трьома трудовими орденами. З розпадом колгоспу, на території села працюють два інвестори: ТОВ «Кролевецький комбікормовий завод» та ПП «Агроспаське». У 2016 році, село отримало історичну назву — Спаське. На території села є загальноосвітня школа, дитячий садок, Будинок культури, Успенська церква УПЦ КП, чотири приватні магазини, пам'ятник загиблим односельчанам в роки війни, пам'ятник на Братській могилі, пам'ятний знак (православний хрест) на місці першої православної церкви, яка дала історичну назву селу, стадіон, сільська лікарняна амбулаторія, відділення поштового зв'язку (м. Конотоп). У 2010 році, село газифіковане. У 2012 році, побудований водогін.
19 травня 2016 року Верховна Рада України ухвалила постанову про декомунізацію, внаслідок чого селу Ленінське було повернуто історичну назву Спаське. Постанова набула чинності 3 червня 2016 року.
12 червня 2020 року, відповідно до розпорядження Кабінету Міністрів України № 723-р «Про визначення адміністративних центрів та затвердження територій територіальних громад Сумської області», село увійшло до складу Кролевецької міської громади.
19 липня 2020 року, в результаті адміністративно-територіальної реформи та ліквідації Кролевецького району, увійшло до складу новоутвореного Конотопського району.

## Населення
Мова
Розподіл населення за рідною мовою за даними перепису 2001 року:
| Мова       | Кількість | Відсоток |
| ---------- | --------- | -------- |
| українська | 1199      | 97.56%   |
| російська  | 29        | 2.36%    |
| білоруська | 1         | 0.08%    |
| Усього     | 1229      | 100%     |

## Економіка
- Молочно-товарна ферма.
- ПП «Агроспаське».

## Об'єкти соціальної сфери
- Школа.
- Дитячий садок.
- Будинок культури.

## Відомі люди
За описом О. Лазаревського, у село Спаське Ніжинського полку Глухівської сотні переселився Іван Огієвський, нащадок дворян Київського воєводства, зі своїм старшим братом Павлом. Через деякий час Павло виїздить до Харкова, Іван ще деякий час проживає в Спаському, а потім переїжджає в Кролевець, де старшого сина Кіндрата одружує на дочці Кролевецького сотника Василя Дейнеки. Через деякий час Кіндрата Огієвського обирають Кролевецьким сотником. Так у Кролевці був започаткований родовід Огієвських. Місцевість за церковним дворищем, а нині за школою, де проживали Огієвські, дістає назву Огіївка.

### Народилися
- Гетьманський Олександр Миколайович — український військовик, учасник російсько-української війни[7].
- Лупенко Сергій Анатолійович (* 1975) — український інформатик.
- Мацак Олександр Володимирович — український військовик, старший солдат, навідник кулеметного взводу механізованого батальйону Збройних сил України, учасник російсько-української війни, загинув у ході російського вторгнення в Україну.
- Сокольник Опанас Іванович (18.01.1892 —після 1920) — підполковник армії УНР[8].[9]

### Мешкали
Булах Сергій Альбертович  — український військовик, учасник російсько-української війни.

## Пам'ятки

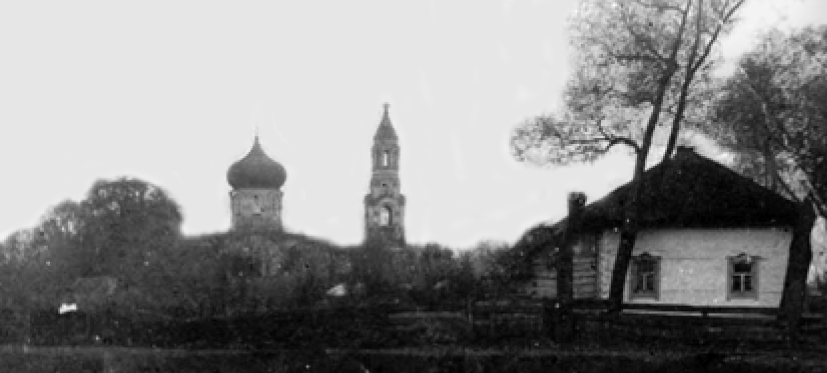
Зруйнована церква в селі Спаське

У селі наявна геологічна пам'ятка природи «Спаські валуни», а також ботанічна пам'ятка природи «Алея письменників». Алея, присвячена пам'яті видатних російських і українських письменників, створена з дерев, завезених з місць їх тривалого перебування.
На захід від села Спаське знаходиться ботанічний заказник місцевого значення «Ставище».
На будинку культури розміщена цікава мозаїка.